# Siernicze-Gajówka
Siernicze-Gajówka est une localité polonaise de la gmina de Koniecpol, située dans le powiat de Częstochowa en voïvodie de Silésie.